# Hulme Walfield
Hulme Walfield est un petit village et une paroisse civile d'Angleterre située dans le comté de Cheshire.
Son église Saint-Michel et la maison de ferme Hulme Walfield Hall sont des monuments historiques,.

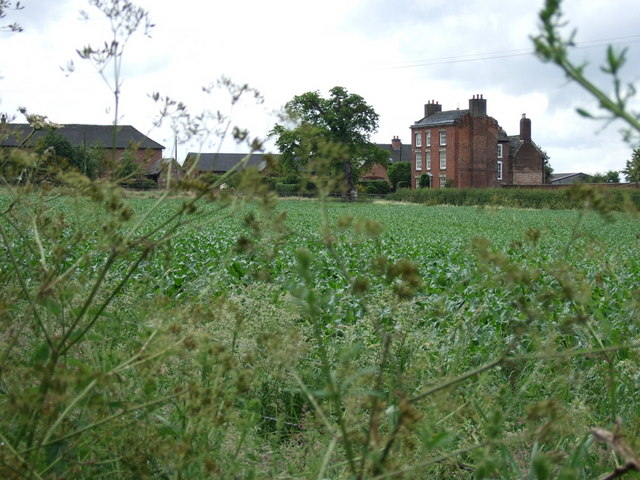
Hulme Walfield Hall (à droite)